# Felipe Rosas
Felipe Rosas Sánchez (ur. 5 lutego 1910 w Meksyku, zm. 17 czerwca 1986) – meksykański piłkarz, reprezentant kraju, grający na pozycji pomocnika.

## Kariera piłkarska
Rosas w latach 1929–1938 był zawodnikiem klubu Atlante Cancún. Wraz z zespołem sięgnął po mistrzostwo Meksyku w sezonie 1931/32.
W 1930 został powołany przez trenera Juana Luque de Serrallongę na Mistrzostwa Świata. Rosas w reprezentacji Meksyku zadebiutował 13 lipca 1930 w przegranym 1:4 spotkaniu z Francją, rozgrywanym w ramach światowego czempionatu. Oprócz starcia z Trójkolorowymi, Rosas wystąpił także w spotkaniach z Argentyną i Chile. 
Viejo wygrał wraz z drużyną Igrzyska Ameryki Środkowej i Karaibów w 1935. Podczas Igrzysk zagrał ostatni mecz w reprezentacji. Przeciwnikiem była Kostaryka, a spotkanie zakończyło się zwycięstwem 2:0. Łącznie w latach 1930–1935 Rosas zagrał dla Meksyku w 11 spotkaniach, w których strzelił dwie bramki. 
| Mecze i gole w reprezentacji | Mecze i gole w reprezentacji | Mecze i gole w reprezentacji | Mecze i gole w reprezentacji | Mecze i gole w reprezentacji | Mecze i gole w reprezentacji | Mecze i gole w reprezentacji          |
| #                            | Data                         | Miasto                       | Przeciwnik                   | Gol                          | Wynik                        | Rozgrywki                             |
| ---------------------------- | ---------------------------- | ---------------------------- | ---------------------------- | ---------------------------- | ---------------------------- | ------------------------------------- |
| 1.                           | 13.07.1930                   | Montevideo                   | Francja                      |                              | 1:4                          | MŚ 1930                               |
| 2.                           | 16.07.1930                   | Montevideo                   | Chile                        |                              | 0:3                          | MŚ 1930                               |
| 3.                           | 19.07.1930                   | Montevideo                   | Argentyna                    |                              | 3:6                          | MŚ 1930                               |
| 4.                           | 04.03.1934                   | Meksyk                       | Kuba                         |                              | 3:2                          | El. MŚ 1934                           |
| 5.                           | 11.03.1934                   | Meksyk                       | Kuba                         | Gol                          | 5:0                          | El. MŚ 1934                           |
| 6.                           | 24.05.1934                   | Rzym                         | Stany Zjednoczone            |                              | 2:4                          | El. MŚ 1934                           |
| 7.                           | 27.03.1935                   | San Salvador                 | Salwador                     |                              | 8:1                          | Igrzyska Ameryki Środkowej i Karaibów |
| 8.                           | 28.03.1935                   | San Salvador                 | Gwatemala                    |                              | 5:1                          | Igrzyska Ameryki Środkowej i Karaibów |
| 9.                           | 30.03.1935                   | San Salvador                 | Kuba                         | Gol                          | 6:1                          | Igrzyska Ameryki Środkowej i Karaibów |
| 10.                          | 01.04.1935                   | San Salvador                 | Honduras                     |                              | 8:2                          | Igrzyska Ameryki Środkowej i Karaibów |
| 11.                          | 02.04.1935                   | San Salvador                 | Kostaryka                    |                              | 2:0                          | Igrzyska Ameryki Środkowej i Karaibów |

## Sukcesy
Meksyk
- Igrzyska Ameryki Środkowej i Karaibów (1): 1935 (1. miejsce)

Atlante
- Mistrzostwo Meksyku (1): 1931/32